# 이나카미사토역
이나카미사토역(일본어: 伊那上郷駅)은 일본 나가노현 이다시에 위치한 도카이 여객철도 이다선의 철도역이다. 단선 승강장 1면 1선의 구조를 갖춘 지상역이다.

## 이용 현황
| 승차 인원 추이 | 승차 인원 추이 |
| 연도           | 1일 평균       |
| -------------- | -------------- |
| 2003           | 86             |
| 2004           | 829            |
| 2005           | 797            |
| 2006           | 811            |
| 2007           | 821            |
| 2008           | 806            |
| 2009           | 751            |
| 2010           | 687            |
| 2011           | 688            |

## 역 주변
- 이다 여자 고등학교

## 역사
- 1923년 10월 경 : 이나 전기 철도의 사쿠라마치 정류장 - 모토젠코지 역 간에 가미사토 정류장으로서 개업. 여객역.
- 1935년 12월 16일 : 가미사토역으로 승격. 동시에 화물의 취급을 개시. (일반역으로 한다.)
- 1936년 1월 경 : 이나카미사토역으로 개칭.
- 1943년 8월 1일 : 이나 전기 철도선이 이다선의 일부로서 국유화되어, 일본국유철도의 역이 된다.
  - 당시는 도카이도 본선 하마마쓰 - 나고야 간의 각 역이나 이다선의 각 역, 주오 본선 가미스와 - 시오지리 간의 각 역, 마쓰모토역을 발착하는 여객만 이용되었다.
- 1954년 12월 1일 : 도쿄도 구내의 각 역, 나가노역을 발착하는 여객도 이용가능하게 되었다.
- 1971년 4월 1일 : 여객역 발착의 제한을 폐지, 동시에 업무위탁 종료. 무인화.
- 1978년 4월 1일 : 전용선 발착 차급 화물의 취급을 폐지. (여객역으로 전환)
- 1987년 4월 1일 : 일본국유철도 분할 민영화에 의해, 도카이 여객철도가 승계.

## 인접 역
| 도카이 여객철도 이다선   | 도카이 여객철도 이다선 | 도카이 여객철도 이다선 |
| ------------------------ | ---------------------- | ---------------------- |
| 사쿠라마치 도요하시 방면 | ■ 이다선               | 모토젠코지 다쓰노 방면 |